# Haçik Çolakyan

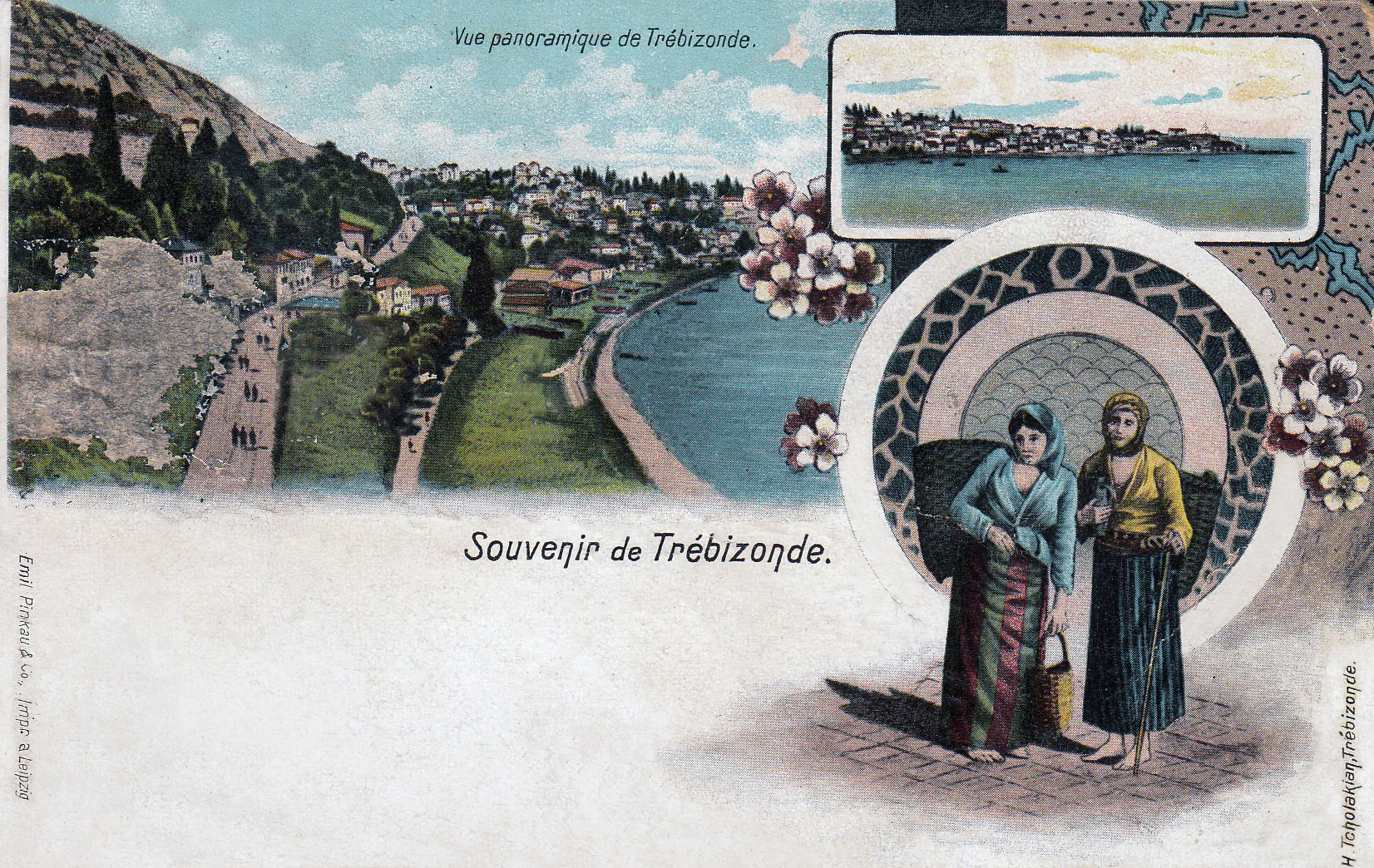
Panoramatický pohled na Trabzon

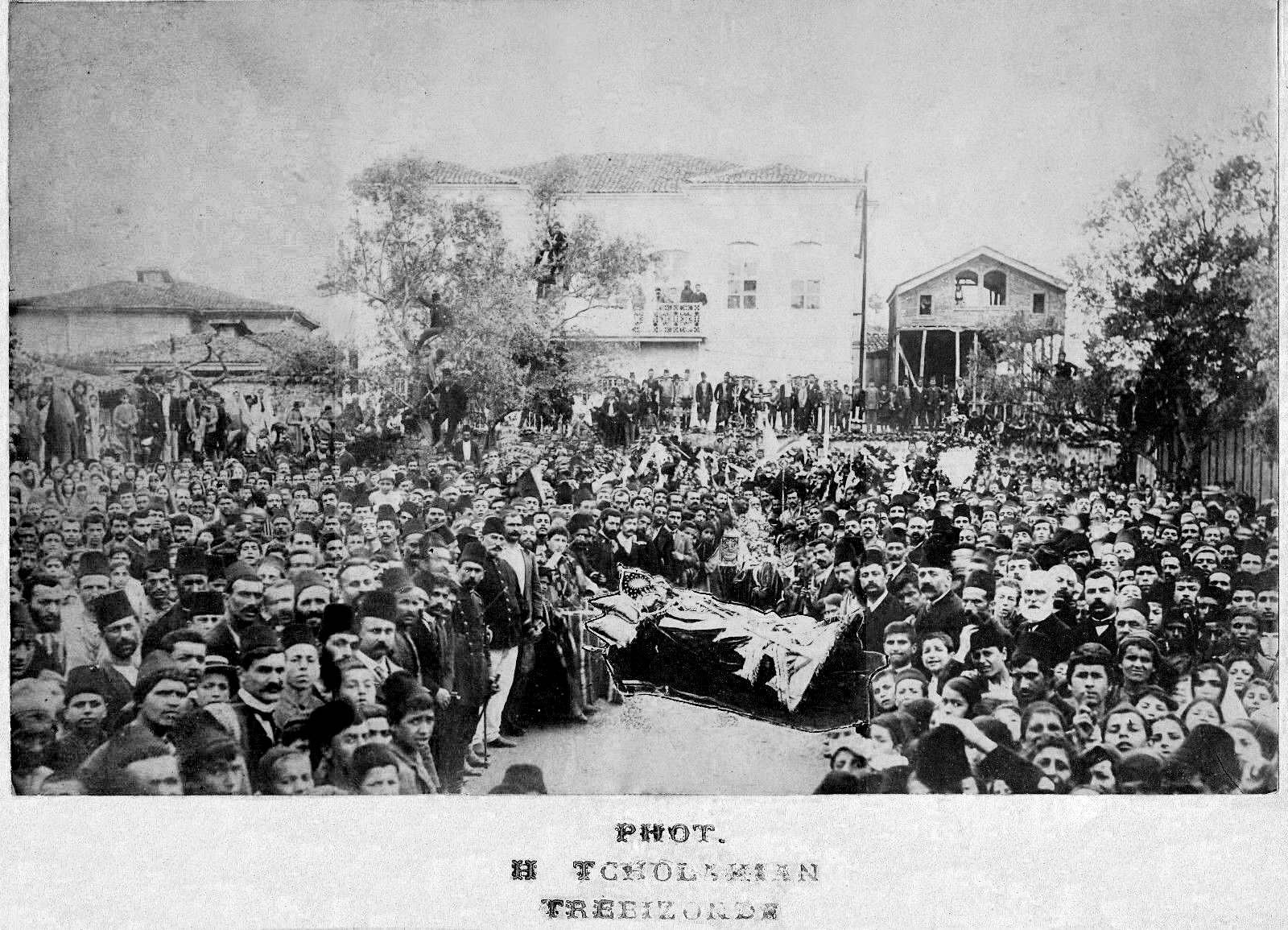
Pohřeb arménského duchovního, který byl vystaven tlaku výboru Hinchak, protože byl proosmanský a spáchal sebevraždu, 1892

Haçik Çolakyan nebo Hatchik Tcholakian, jak používá na fotografiích, byl osmansko arménský fotograf a vydavatel pohlednic.

## Životopis
Byl jedním z hlavních umělců, kteří v předrepublikovém období prováděli fotografické aktivity v Trabzonu. Předpokládá se, že provozoval společnost Çolakyan Stüdyoları'nı od roku 1880 do roku 1920. Vydal 3 pohlednice s Güzelsarayem, Maşatlıkem a Çömlekçim pod názvem Souvenir de Trebizonde. Çolakyanovo jméno je zmíněno v publikaci Empire and List of Photographers Engina Çizgena.